# تيفاني دوبونت
تيفاني دوبونت (بالإنجليزية: Tiffany Dupont)‏ هي ممثلة أمريكية، ولدت في 22 مارس 1981 بكولورادو سبرينغس في الولايات المتحدة.

## أعمال

### أفلام
- (2003) تشيبر باي ذا دزن[3]

### مسلسلات
- أم
- إن سي آي إس
- لوس أنجلوس
- كاسل
- هاواي فايف أو

## وصلات خارجية
- تيفاني دوبونت على موقع IMDb (الإنجليزية)
- تيفاني دوبونت على موقع ألو سيني (الفرنسية)
- تيفاني دوبونت على موقع أول موفي (الإنجليزية)
- تيفاني دوبونت على موقع قاعدة بيانات الفيلم (الإنجليزية)
- تيفاني دوبونت على موقع كينوبويسك (الروسية)